# Illes Palomino

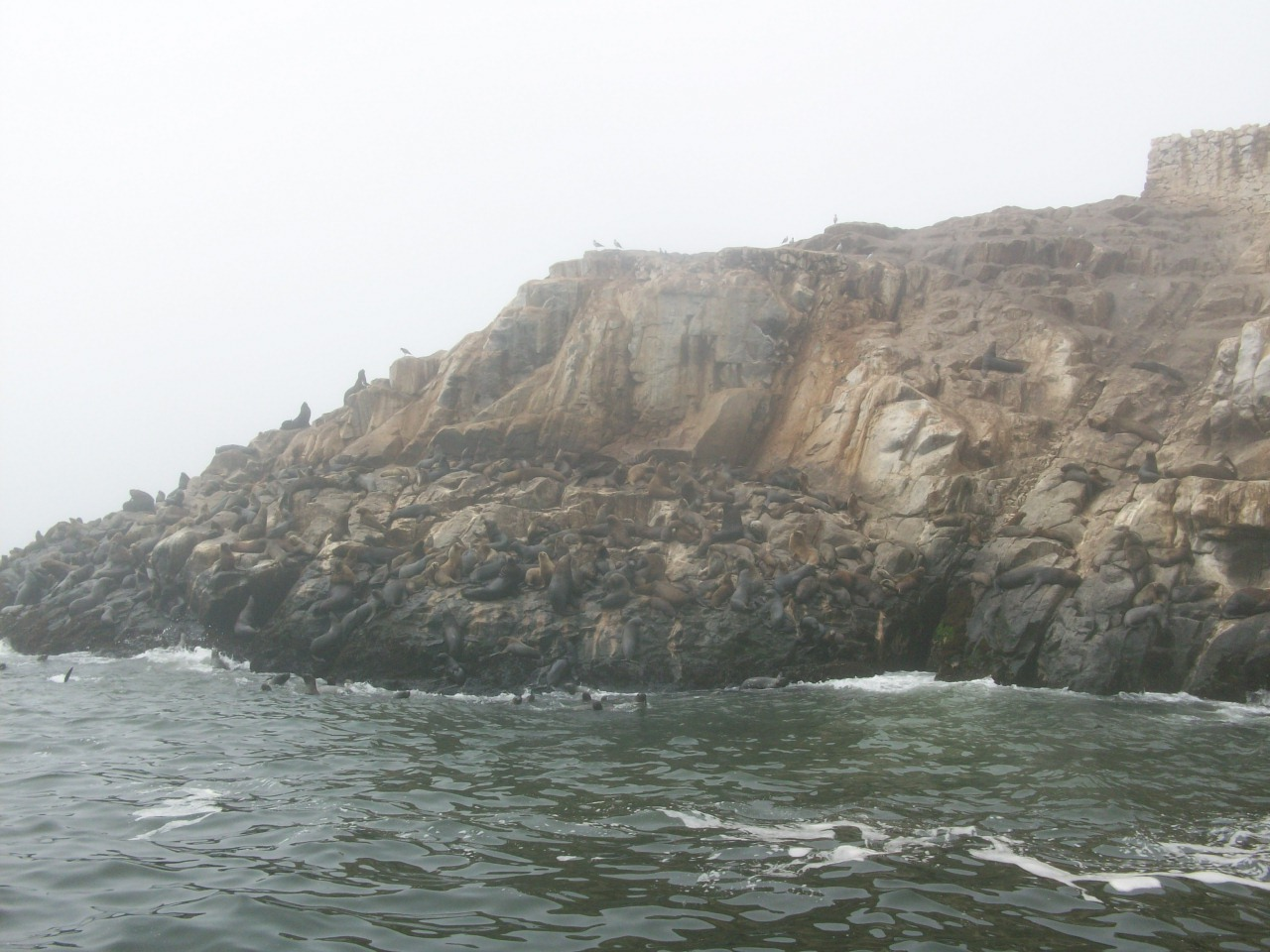
Illes Palomino

Les Illes Palomino són un grup d'illes que es troben davant de la Província Constitucional del Callao al Perú. Tenen una nombrosa població de llops marins i aus, pel qual s'ha convertit en una zona plenament turística.